# 댈러스 스타스
댈러스 스타스(영어: Dallas Stars)는 미국 텍사스주 댈러스에 소재한 프로 아이스하키 팀이다. 이 팀은 1967년에 창단되었으며, 현재 NHL 서부 콘퍼런스 센트럴 디비전에 속해있다.

## 역대 홈경기장
| 경기장                   | 사용기간      | 수용인원 | 장소            | 비고 |
| ------------------------ | ------------- | -------- | --------------- | ---- |
| 리유니언 아레나          | 1993년~2001년 | 17,001명 | 텍사스주 댈러스 | 빈칸 |
| 아메리칸 에어라인스 센터 | 2001년~현재   | 19,323명 | 텍사스주 댈러스 | 빈칸 |

## 영구 결번
| 번호 | 선수명        | 포지션   | 활동 기간           | 지정일           |
| ---- | ------------- | -------- | ------------------- | ---------------- |
| 7    | 닐 브로튼     | 센터     | 1981~1995년, 1997년 | 1998년 2월 7일   |
| 8    | 빌 골즈워디   | 라이트윙 | 1967~1977년         | 1992년 2월 15일  |
| 9    | 마이크 모다노 | 센터     | 1989~2010년         | 2014년 3월 8일   |
| 19   | 빌 매스터턴   | 센터     | 1967~1968년         | 1987년 1월 17일  |
| 26   | 예레 레흐티넨 | 라이트윙 | 1995~2010년         | 2017년 11월 24일 |

비고
- 스타스는 세르게이 주보프의 등번호 56번을 2022년 1월 28일에 결번하기로 발표했다.
- NHL은 2000년 NHL 올스타전에서 웨인 그레츠키의 등번호 99번을 전 구단 결번했다.